# Adolf Gusserow
Adolf Ludwig Sigismund Gusserow (Berlín, 8 de julio de 1836 – Berlín, 8 de febrero de 1906) fue un ginecólogo alemán. Se casó con Clara Oppenheim (1861-1944), descendiente del banquero berlinés Joseph Mendelssohn.
Gusserow comenzó su carrera como profesor de enfermedades ginecológicas y obstetricia en Berlín, y después fue profesor en las Universidades de Utrecht, Zúrich y Estrasburgo. Posteriormente regresó a Berlín como director de la clínica de obstetricia y ginecología de la Charité de Berlín.  Dos de sus estudiantes y asistentes más conocidos fueron Alfred Dührssen (1862-1933) en Berlín y Paul Zweifel (1848-1927) en Zúrich.
En 1870 Gusserow fue el primer médico en describir un tipo raro de adenocarcinoma cervical uterino, al que en ocasiones se denomina "adenoma maligno" o un tipo mucinoso de "adenocarcinoma de desviación mínima". Se puede reconocer por su apariencia histológica “engañosamente sosa”. Gusserow publicó sus hallazgos en un tratado titulado Ueber Sarcoma des Uterus.
Entre sus mejores escritos se encuentra Die Neubildungen des Uterus (Neoplasias del útero).

## Publicaciones
- Zur Lehre vom Stoffwechsel des Foetus. Engelhardt, Leipzig, 1872
- Ueber Menstruation und Dysmenorrhoe. Breitkopf and Haertel, Leipzig, 1874
- Die Neubildungen des Uterus. Enke, Stuttgart, 1886 (Reimpresión, 2007, VDM Verlag Dr. Müller, ISBN 3-8364-1464-3)
- Geburtshuelfe und Gynaekologie in Großbritannien - Ein Reisebericht. Engelhardt, Leipzig 1864

## Literatura
- Pagel J: Biographisches Lexikon hervorragender Ärzte des neunzehnten Jahrhunderts. Berlín, Viena 1901, 660-661
- Nagel W: Adolf Gusserow (1836—1906). BJOG 9 (2005), 385-6,doi 10.1111/j.1471-0528.1906.tb09001.x